# Æthelwold
|  | Per a altres significats, vegeu «Aethelwold de l'Ànglia Oriental». |

Æthelwold o Ethelwold (mort el 13 de desembre del 902) era el més jove dels dos fills d'Ethelred rei de Wessex del 865 al 871. Ethelred va morir degut a les ferides patides en batalla contra els vikings, contra els que va lluitar gran part de la seva vida. Com els seus fills eren massa joves per pujar al tron en el moment de la seva mort, Ethelred fou succeït pel seu germà petit, Alfred el Gran.
Gairebé trenta anys més tard, quan va morir Alfred el 899, Ethelwold va voler disputar el tron al fill d'Alfred, Eduard el Vell, i va intentar aixecar un exèrcit però no va ser capaç de trobar suport en les terres de Wessex, així que es va veure obligat a fugir a Northúmbria, territori controlat pels vikings. Allí fou acceptat com a rei i va poder reunir una flota amb la qual va salpar rumb a l'Ànglia de l'Est, territori també sota control dels vikings danesos. El 902 ja havia convençut els danesos d'aquesta regió per atacar Wessex conjuntament, enfrontant-se a les tropes d'Eduard. Durant la batalla del Holme, el 13 de desembre del 902, els danesos derrotaren a les tropes de Kent aliades d'Eduard, però patiren moltíssimes baixes, Ethelwold entre elles.

## Rerefons

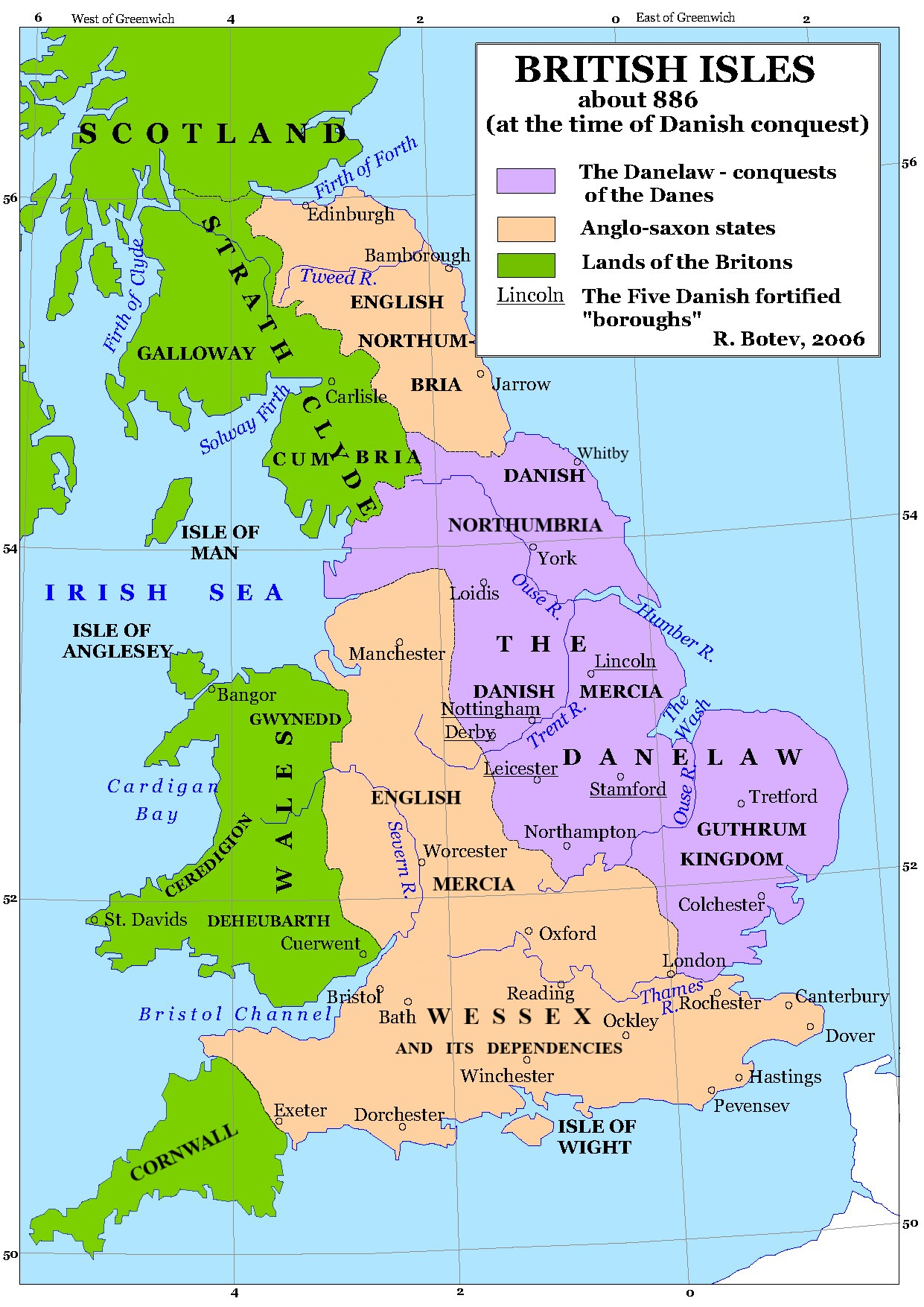
Anglaterra a finals del segle nou, quan l'est i el nord estaven sota control viking

Durant el segle viii, Mèrcia era el regne més poderós del sud d'Anglaterra, però durant el regnat d'Egbert de Wessex, ja en el segle ix, Wessex va esdevenir el regne més fort. Egbert i el seu fill Ethelwulf de Wessex, van veure els inicis de la invasió vikinga, però van poder resistir els atacs amb èxit. Æthelwulf va morir el 858 i fou succeït per quatre dels seus fills en un interval de temps força curt. El pare d'Ethelwold, Ethelred, va pujar al tron el mateix any que el gran exèrcit pagà envaïa l'illa de la Gran Bretanya. En menys de cinc anys els vikings havien conquerit Northumbria i l'Ànglia de l'Est, obligant a Mèrcia a pagar-los tribut. El 871, ja en campanya per conquerir Wessex, els vikings es van enfrontar a Ethelred i el seu germà Alfred en quatre batalles en pocs mesos. En les dues darreres els saxons foren derrotats i el rei Ethelred, mort.
El 878 els vikings dominaven gairebé la totalitat de Wessex i Alfred es trobava atrapat en els aiguamolls de Somerset, però sorprenentment fou capaç de contraatacar i guanyar la crucial Batalla d'Edington. El 880 signava un tractat de pau amb Guthrum el Vell, rei viking de l'Ànglia de l'Est, que establia la frontera entre els regnes anglesos de Wessex i Mèrcia d'un costat i els territoris del Danelaw en l'altre.

## Joventut
Se sap poc de la família d'Ethelwold. La seva mare fou probablement Wulfthryth de Wessex. El seu germà gran Æthelhelm només apareix en el testament d'Alfred poc després del 880, i probablement va morir poc després. Potser va tenir un altre germà de nom Osweald del qual poc se sap.
Ethelred i Alfred tenien un acord pel qual es deixaven mútuament totes les seves propietats en cas de mort, fet que, a la mort d'Ethelred, va deixar Ethelwold i els seus germans sense béns. Quan Alfred va morir Eduard va heretar el regne, mentre que Æthelhelm heretava vuit comtats i Ethelwold només tres. Alfred sempre va donar prioritat al seu fill, donant-li l'oportunitat de liderar tropes en batalla, mentre Ethelwold passava a un segon pla, fet que segurament va motivar els seus ànims de revenja i revolta a la mort d'Alfred.

## Revolta
A la mort d'Alfred el 899 Ethelwold va considerar que tenia forts arguments per reclamar el tron, ja que era el príncep de major rang entre els possibles successors, així que va reunir les seves tropes i va segrestar una monja d'un convent amb qui es va casar sense el consentiment d'Eduard. La identitat d'aquesta monja no és coneguda, però havia de ser prou important per reforçar la legitimitat de la revolta d'Ethelvold.
Malgrat tot, fou incapaç de reunir prou seguidors, i quan Eduard va sortir al seu encontre, Ethelvold va deixar enrere la seva recent esposa i va fugir cap Northúmbria. Segons la Crònica anglosaxona, allí fou acceptat com a rei.
El 901 salpava amb una flota cap Essex i el 902, amb l'ajuda dels danesos de l'Ànglia de l'Est, atacaren Wessex i Mèrcia. En resposta, Eduard va atacar les terres del sud del Danelaw i quan es retirava, els seus aliats de Kent es toparen amb els danesos en la batalla del Holme, el 13 de desembre. Segons la crònica, els danesos resultaren victoriosos, ja que van retenir el control del camp de batalla, però patiren nombroses baixes. Entre els morts es contaren Ethelwold i el rei dels vikings, Eric d'Ànglia de l'Est.